# Maison dite de Fésigny
La Maison dite de Fésigny est une maison située à Cruseilles, en France.

## Localisation
La maison est située dans le département français de la Haute-Savoie, sur la commune de Cruseilles.

## Description

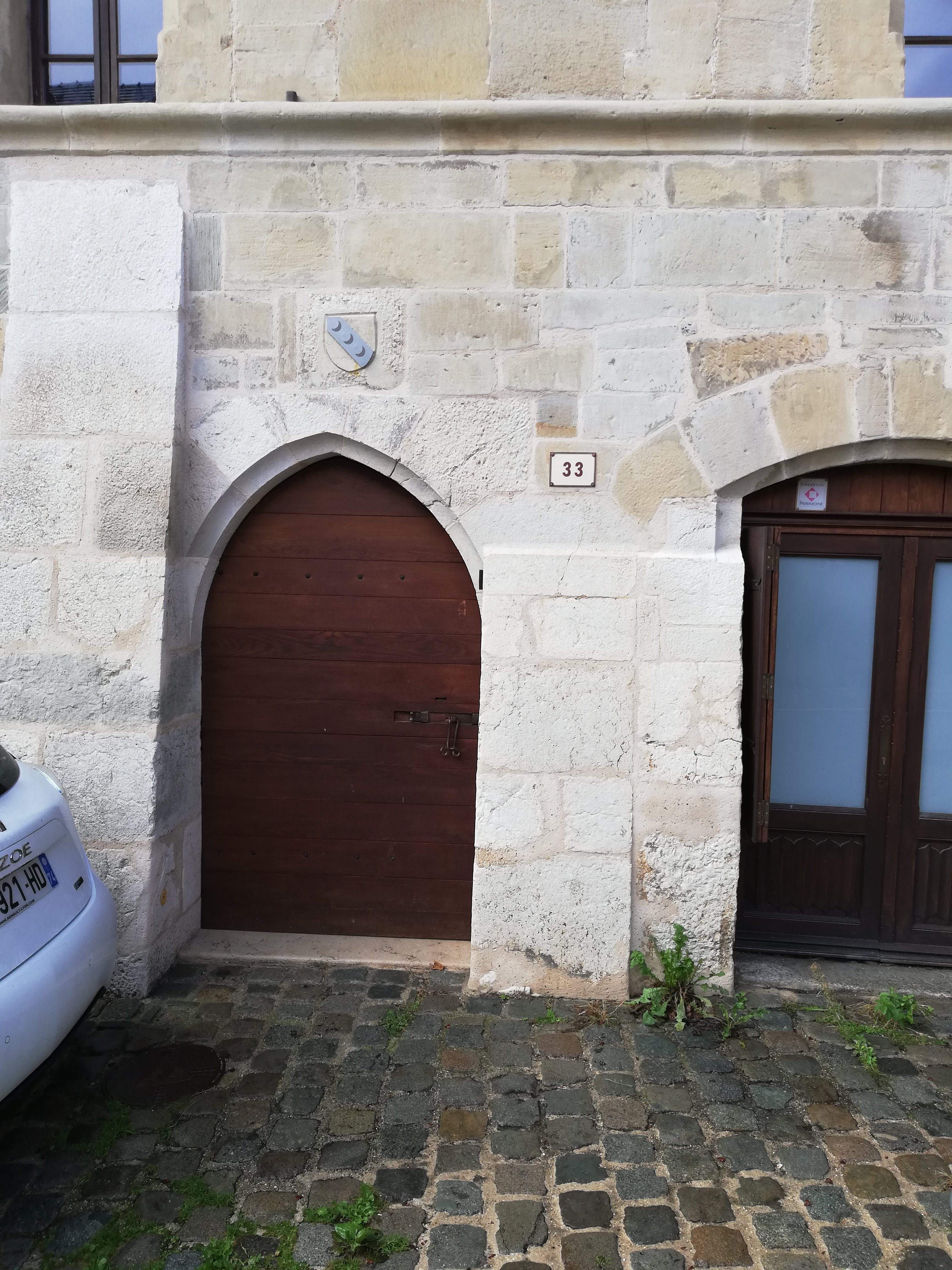
Porte de gauche avec blason de la famille Du Crest de Cruseilles.

La façade sur rue présente une certaine hétérogénéité. Différentes maçonneries apparaissent distinctement. Une première en grand appareil de pierres blanches, une deuxième composée de pierres de molasses de différentes teintes et une dernière formant une maçonnerie de moellons. Le blason de la famille Du Crest de Cruseilles (« de gueule rouge à la bande d’or chargée de trois croissants d’azur »), premier propriétaire de la maison, est restitué sur la pierre gravée, partiellement bûchée. Un autre blason sur un corbeau à l’intérieur de la maison arbore les armes de la famille Cohendier, des nobles du Faucigny, à la suite d’un mariage en 1461.
La façade en pierres de taille soutenue par trois contreforts, comporte des fenêtres géminées, à accolades et à meneaux. Un escalier tournant, assez étroit, donnant accès aux deux étages, avait une main courante taillée dans l'intérieur de la pierre de la muraille.

## Historique

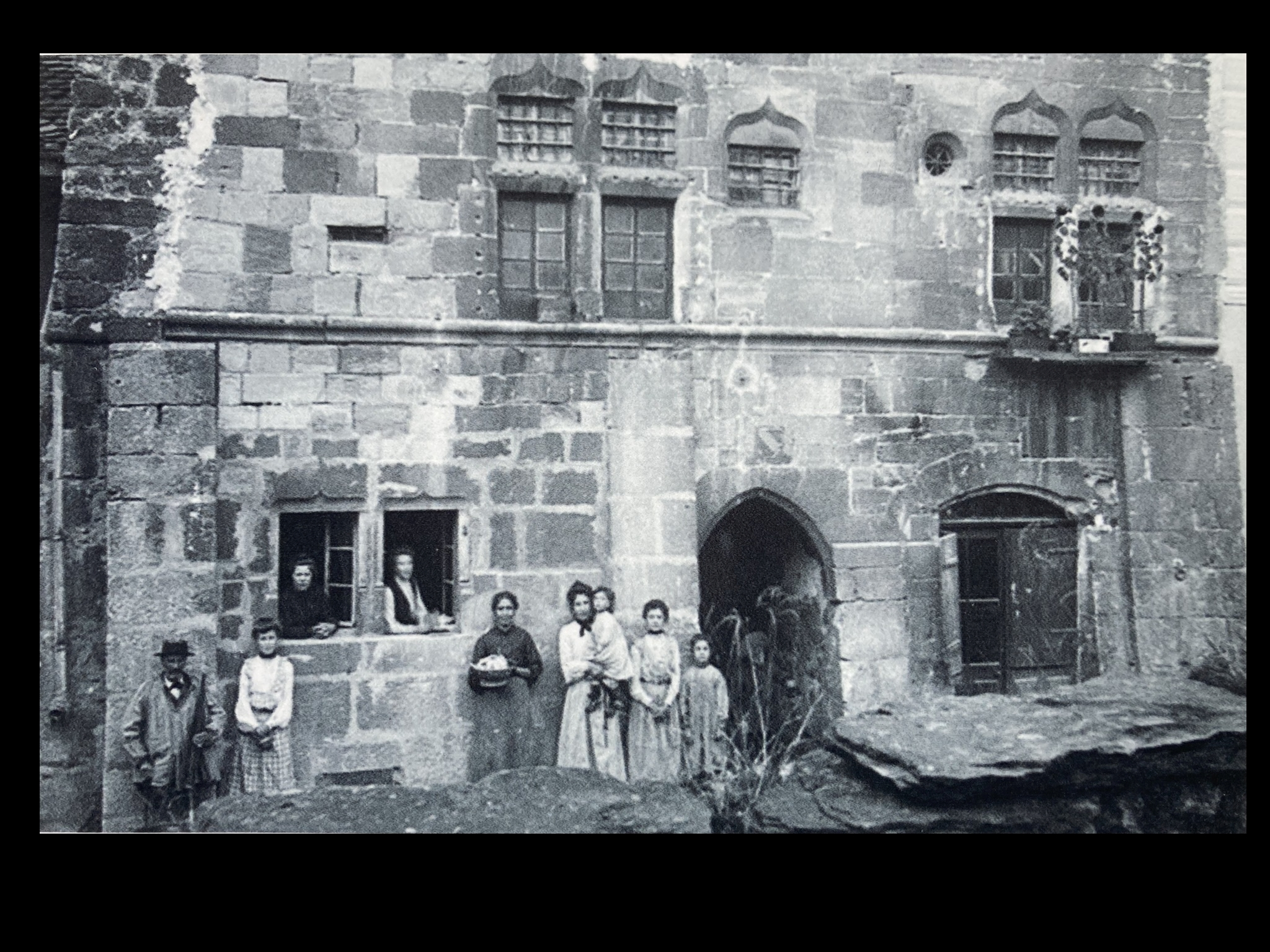
La maison de Fésigny au début du XXe siècle

Comme la plupart des échoppes du bourg de Cruseilles, cette maison du XVe siècle-XVIe siècle, est transformée en grange, dans sa partie supérieure, au XVIIIe siècle. Au cours des XIXe siècle et XXe siècle, la demeure garde ce double caractère de bâtiment d'habitation et de bâtiment agricole. Cet édifice est également un des marqueurs de l'ancien alignement de façades sur la rue préservant ainsi le tracé médiéval du centre bourg. 
Au XVIIe siècle, Fésigny appartient aux nobles Chastel de Cruseilles. Au début du XVIIIe siècle, Anne-Marie d’Usillon, épouse de Jean-François Babuty, en hérite. Dans les années 1720, le couple vend la demeure à Ignace Delatard, capitaine au château d’Annecy, qui la lègue à son cousin, François Nicolas de Loche. Sous la Restauration, cet édifice est la propriété de la famille de Fésigny. En 1852, la maison est vendue par Charles Hector de Fésigny à Lazare Bouchet, cultivateur. Par la suite, elle passe entre différentes mains avant d’aboutir vers le milieu du 20e siècle à la famille Fournier. Une aile de cette habitation appartenant à Maurice Fournier a été complètement transformée. L’arrière du bâtiment, devenu vétuste, a été rasé.
En 1949, son propriétaire autorise la démolition de la tour accolée à l'édifice pour permettre l’empierrement de la nouvelle cour de l’école des garçons.
L'édifice est inscrit au titre des monuments historiques en 2014.
La maison a été rénovée en 2018-2019.